# Габес (залив)
Га́бес (араб. خليج قابس‎) — залив Средиземного моря у северного берега Африки на востоке Туниса.
В древние времена назывался Ма́лый Сирт ( Μικρά Σύρτις, лат. Syrtis Minor) для отличия от Большого Сирта. Простирается более чем на 100 км и имеет глубину около 50 м. В южной части входа в залив расположен остров Джерба, а в северной — острова Керкенна. Приливы в заливе полусуточные, амплитудой до 0,4 м. Температура воды в заливе колеблется от 14 до 29 °C.
На южном берегу залива находится крупный промышленный и портовой центр южного Туниса — город Габес. На северном берегу расположен ещё один крупный город-порт Сфакс. В заливе сильно развито рыболовство — в городе Габес находится около 60 % тунисского рыболовного флота.